# Kościół ewangelicko-baptystyczny w Kłajpedzie
Kościół ewangelicko-baptystyczny (lit. Evangelikų baptistų bažnyčia) – ewangelicka świątynia w litewskim mieście Kłajpeda, przy Vytauto gatvė (ulicy Vytauto). Należy do Unii Baptystycznej.

## Historia
25-osobowa wspólnota baptystyczna w Kłajpedzie została założona 3 października 1841. Gdy liczba członków kościoła wzrosła do dwustu, podjęto decyzję o budowie kościoła. W tym celu zakupiono dwie działki przy starym cmentarzu miejskim. Cegłę i dachówkę sprowadzono ze Szczecina. Gotową budowlę konsekrowano 12 października 1851 roku. Kościół przetrwał pożar miasta w 1854 jako jeden z nielicznych budynków użyteczności publicznej. W świątyni tymczasowo zorganizowano szkołę oraz organizowano nabożeństwa wielu wyznań. 2 września 1860 w kościele odbył się chrzest grupy Łotyszów, co zapoczątkowało baptyzm na Łotwie. Budynek remontowano w 1876 i 1928. W 1944 rozwiązano gminę baptystyczną, a większość wyznawców-Niemców została przesiedlona do Niemiec. W czasach sowieckich budowla służyła jako klub morski i magazyn oraz dom nauczycielski. Gminę reaktywowano w 1977, nabożeństwa organizowano na obrzeżach miasta. Po upadku komunizmu dom modlitwy zwrócono wiernym w 1991, konsekracja zwróconej budowli nastąpiła 5 października tego roku, dwa dni po 150. rocznicy założenia wspólnoty.

## Stan obecny
Obecnie do wspólnoty należy około 80 osób. Nabożeństwa odbywają się w niedzielę rano w języku rosyjskim oraz wieczorem w języku litewskim. W kościele działa również szkoła artystyczna Veranda.